# Reidži Ezaki
Reidži Ezaki (江崎 礼二 nebo 禮二, Ezaki Reidži, 9. dubna 1845 Esaki, pref. Gifu – 28. ledna 1910, Tokio) byl japonský fotograf.

## Životopis
Své rodiče ztratil již v raném věku a postaral se o něj jeho strýc Uhei Šiotani, kterému pomáhal při zemědělské práci. V roce 1863, když mu bylo 18 let, začal navštěvovat dům historika fotografie jménem Kusaku Osamu, kde se poprvé setkal s fotografií a chtěl toto řemeslo také ovládnout. V roce 1870 odešel do Tokia, kde studoval. Jednoho dne v knihkupectví našel knihu „Fotografické zrcadlové ilustrace“ Haruzo Janagawy, kterou si koupil. V prodejně brýlí zvané Tamaja v Takekawa v Kjobaši koupil čočku a studoval fotografickou techniku. V roce 1871 Ezaki odešel do Jokohamy a studoval u Hikomy Uena, aby vyřešil otázky, které měl dosud. V roce 1871 byl studentem Rendžó Šimooka. Po krátkém studijním období ještě téhož roku otevřel fotografické studio v Tokiu, v městské části Šiba, ale nedařilo se mu a nemohl se ve svém životě posunout dál. Naštěstí si mohl od známého půjčit 600 jenů, takže v roce 1874 přestěhoval fotoateliér do Asakusa Okujama, která byla v té době hlavním místem, a asi za 10 let se stal jedním z nejlepších tokijských studiových portrétních fotografů, který byl na předních příčkách v Okujamě.
Byl prvním japonským fotografem, který používal suchý želatinový proces, který importoval v roce 1883 a učinil z něj „rychlého fotografa“ specializujícího se na rodinné portréty.
Běžnou fotografií v té době byla fotografie na mokrých deskách, která vyžadovala expoziční dobu 5 až 15 sekund, a také vyžadovala, aby se citlivý materiál vyrobil ručně těsně před fotografováním. Takže při fotografování mimo studio se musela používat malá tmavá komora, kterou musel fotograf s sebou nosit. Dne 19. května 1884 Ezaki fotografoval námořní soutěž krátkých lodí a torpédová palebná cvičení na řece Sumida s nejnovějšími fotografiemi na suchých želatinových deskách v té době a stal se známý jako „Ezaki rychlý fotograf“. Dosahoval úspěchy také v astrofotografii a noční fotografii, v roce 1889 se mu dařilo fotografovat ohňostroje. Další jeho známou fotografií je „Koláž dětí: Tisíc sedm set dětí, které za tři roky přišly do mého obchodu“, asi z roku 1893. Kopii vlastní Sanfranciské muzeum moderního umění. Také sloužil jako politik v radě Asakusa Ward a v radě města Tokio.
V roce 1887, poslal svého syna, Reiču, studovat fotografii do New Yorku. Jeho čtvrtým synem byl Izakiči Izaki, admirál japonského císařského námořnictva.[zdroj⁠?!]

## Galerie

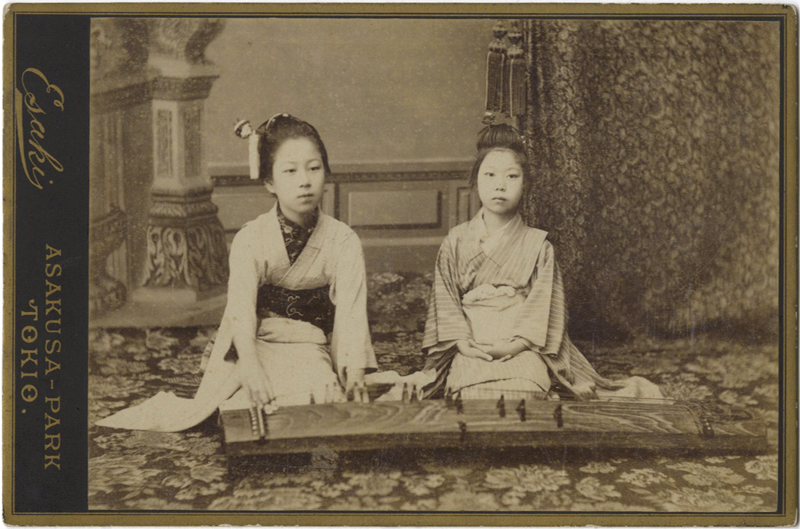
Dvě dívky hrají na strunný nástroj koto
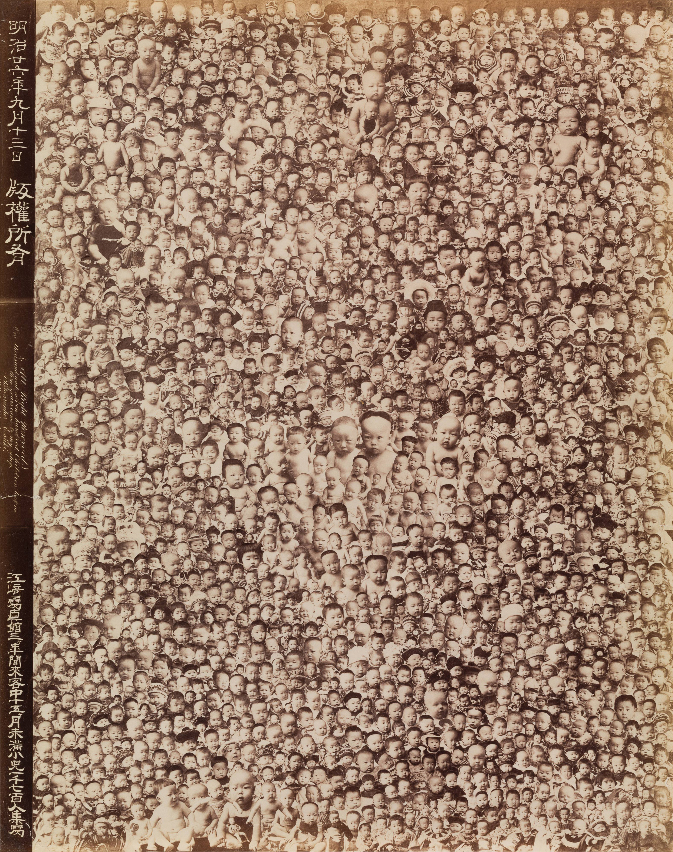
Reidži Ezaki: Tisíc sedm set dětí, které za tři roky přišly do mého obchodu, koláž, asi 1893